# Baryscapus racemariae
Baryscapus racemariae is een vliesvleugelig insect uit de familie Eulophidae. De wetenschappelijke naam is voor het eerst geldig gepubliceerd in 1886 door Ashmead.